# German Hess

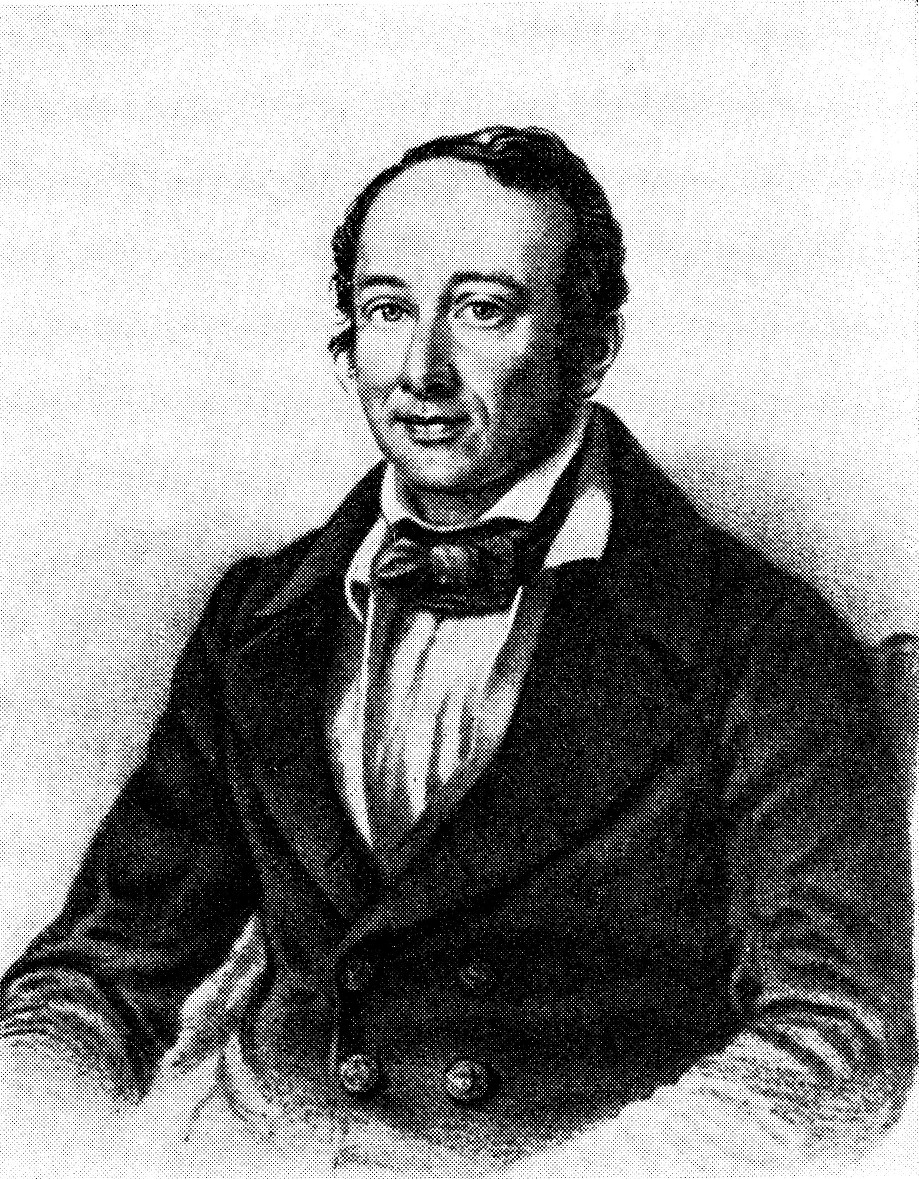
German Hess

German Iwanowicz Hess (ros. Герман Иванович Гесс; 1802–1850) – rosyjski chemik i mineralog. W 1840 roku podał podstawowe prawo termochemii, zwane od jego nazwiska prawem Hessa. Zbadał wiele minerałów oraz tlenki kobaltu. Był profesorem Instytutu Górniczego w Petersburgu oraz członkiem Petersburskiej Akademii Nauk.